# Johnston McCulley
John William Johnston McCulley (2. februar 1883 - 23. november 1958) var en amerikansk forfatter, der skrev hindredevis af historier, 50 romaner og adskillige manuskripter til film og tv. Desuden er han kendt som skaberen af karakteren Zorro.

## Filmmografi
Mange af Johnston McCulleys historier er blevet filmatiseret. McCulley skrev også til flere film, hvilket inkluder nedenstående
- Ruth of the Rockies, 1920, historie
- Captain Fly-by-Night, 1922, historie
- Ride for Your Life, 1924, historie
- The Ice Flood, 1926, historie
- The Red Rope, 1937, historie
- The Trusted Outlaw, 1937, historie
- Rootin' Tootin' Rhythm, 1937, historie
- Rose of the Rio Grande, 1938, historie
- Doomed Caravan, 1941, manuskriptforfatter
- Overland Mail, 1942, historie
- South of the Rio Grande, 1945, historie
- Don Ricardo Returns, 1946, historie
- The Mark of the Renegade 1951, historie